# Communauté de communes Centre Dombes
La communauté de communes Centre Dombes est une ancienne communauté de communes située dans l'Ain et regroupant 13 communes. Elle a été dissoute le 1er janvier 2017 à la suite de sa fusion avec la Communauté de communes Chalaronne Centre et la Communauté de communes du canton de Chalamont pour former la Communauté de communes de la Dombes.

## Historique
- 9 avril 2002 : Création élection du président Henri Ramirez
- 23 septembre 2002 : Modification d'une compétence : développement économique et touristique
- 14 décembre 2006 : Modification des compétences, du siège et du nombre de membres du bureau
- Juin 2008 élection président Gisèle Baconnier
- 1er janvier 2017 : disparition à la suite de la fusion avec la communauté de communes Chalaronne Centre et la communauté de communes du canton de Chalamont pour former la communauté de communes de la Dombes[2].

## Composition
Elle était composée des communes suivantes :
| Nom                        | Code Insee | Gentilé         | Superficie (km2) | Population (dernière pop. légale) | Densité (hab./km2) |
| -------------------------- | ---------- | --------------- | ---------------- | --------------------------------- | ------------------ |
| Villars-les-Dombes (siège) | 01443      | Villardois      | 24,65            | 4 447 (2014)                      | 180                |
| Birieux                    | 01045      | Birotans        | 15,83            | 285 (2014)                        | 18                 |
| Bouligneux                 | 01052      | Boulignards     | 26,09            | 300 (2014)                        | 11                 |
| La Chapelle-du-Châtelard   | 01085      | Châtelardois    | 13,37            | 379 (2014)                        | 28                 |
| Lapeyrouse                 | 01207      | Lapeyrousiens   | 20,04            | 341 (2014)                        | 17                 |
| Marlieux                   | 01235      | Marliozards     | 16,85            | 1 032 (2014)                      | 61                 |
| Mionnay                    | 01248      | Mionnezans      | 19,62            | 2 130 (2014)                      | 109                |
| Monthieux                  | 01261      |                 | 10,75            | 655 (2014)                        | 61                 |
| Saint-André-de-Corcy       | 01333      | Corciens        | 20,73            | 3 016 (2014)                      | 145                |
| Saint-Germain-sur-Renon    | 01359      | Saint-Germinois | 15,80            | 232 (2014)                        | 15                 |
| Saint-Marcel               | 01371      | Saint-Marcelins | 11,64            | 1 350 (2014)                      | 116                |
| Sainte-Olive               | 01382      |                 | 7,39             | 291 (2014)                        | 39                 |
| Saint-Paul-de-Varax        | 01383      | Varaxois        | 25,97            | 1 464 (2014)                      | 56                 |

## Compétences
- Collecte des déchets des ménages et déchets assimilés
- Traitement des déchets des ménages et déchets assimilés
- Protection et mise en valeur de l'environnement
- Création, aménagement, entretien et gestion de zone d'activités industrielle, commerciale, tertiaire, artisanale ou touristique
- Action de développement économique (Soutien des activités industrielles, commerciales ou de l'emploi, soutien des activités agricoles et forestières...)
- Tourisme
- Schéma de cohérence territoriale (SCOT)
- Schéma de secteur
- Plans locaux d'urbanisme
- Création et réalisation de zone d'aménagement concerté (ZAC)
- Constitution de réserves foncières
- Aménagement rural
- Création, aménagement, entretien de la voirie
- Autres

## Pour approfondir